# Ennio Morricone
Ennio Morricone, född 10 november 1928 i Rom, död 6 juli 2020 i Rom, var en italiensk kompositör och orkesterledare. Han komponerade främst filmmusik.

## Biografi
Morricone kom att bli mycket inflytelserik inom filmmusikgenren. Han blev bland annat känd från samarbetet med Sergio Leone i dennes spaghettiwesternfilmer För en handfull dollar (1964), För några få dollar mer (1965), Den gode, den onde, den fule (1966) och Harmonica – en hämnare (1968).

### Personligt
Morricone var gift med Maria Travia (född 1932) från 1956 till sin död. Travia skrev ofta texterna till Morricones kompositioner. Paret fick fyra barn.

## Utmärkelser
År 2010 tilldelades Morricone Polarpriset. För musiken i Quentin Tarantinos The Hateful Eight (2015) belönades han med en Oscar för bästa filmmusik.

## Dokumentär
En film om Morricones liv och musikaliska karriär gavs ut 2021 under titeln Morricone: fimmusikens mästare (italiensk originaltitel: Ennio). Regissör är Giuseppe Tornatore. Dokumentären visades på SVT den 1 juli 2023.

## Filmografi, i urval
- 1964 – Den djävulska fällan
- 1964 – För en handfull dollar
- 1964 – Före revolutionen
- 1965 – För några få dollar mer
- 1965 – Nävarna i fickan
- 1965 – En pistol för Ringo
- 1965 – Det kom en farlig man
- 1966 – Den gode, den onde, den fule
- 1966 – Slaget om Alger
- 1966 – En blodig kniv - ett dödande skott
- 1966 – Bibeln... i begynnelsen
- 1966 – Stora stygga fåglar och små snälla
- 1966 – Navajo Joe
- 1967 – Hämndens timme
- 1967 – Häxorna
- 1967 – Helvetescommandos
- 1968 – Harmonica – en hämnare
- 1968 – Den tyste hämnaren
- 1968 – Teorema
- 1968 – Diabolik ger ingen nåd
- 1968 – Gringo: Professionell Pistolero
- 1968 – Kanonen vid San Sebastian
- 1968 – Mannen med kastknivarna
- 1969 – Sicilianska klanen
- 1969 – Queimada
- 1969 – Det röda tältet
- 1969 – Fem professionella män
- 1970 – Sierra Torrida
- 1970 – Ljudet från kristallfågeln
- 1970 – Undersökning av en medborgare höjd över alla misstankar
- 1970 – Död åt companeros
- 1970 – Den brutala staden
- 1971 – Ducka, skitstövel!
- 1971 – Decamerone
- 1971 – De nio heta spåren
- 1971 – Una lucertola con la pelle di donna
- 1971 – De dödsdömda
- 1971 – Med spindelns gift
- 1971 – Arbetarklassen kommer till paradiset
- 1971 – Kuppen
- 1971 – Våldets tecken
- 1972 – Canterbury Tales
- 1972 – Mannen i svart
- 1972 – Den bestialiske
- 1973 – Mitt namn är Nobody
- 1973 – Den stora massakern
- 1974 – Tusen och en natt
- 1974 – Besatt - exorcism
- 1975 – Salò, eller Sodoms 120 dagar
- 1975 – Ett geni, två polare och en höna
- 1975 – En stad i skräck
- 1976 – 1900
- 1977 – Exorcisten II: Kättaren
- 1977 – Orca
- 1978 – Himmelska dagar
- 1978 – Får jag presentera: Min mamma, herr Albin
- 1979 – Månen
- 1979 – Dödsmärkt
- 1980 – Fruktans ö
- 1981 – Hämnd till varje pris
- 1981 – Bianco, rosso e Verdone
- 1981 – Skumma polare
- 1982 – The Thing
- 1982 – Vit hund
- 1982 – Fjärilen
- 1983 – Sahara
- 1984 – Once Upon a Time in America
- 1985 – Barbarernas hämnd
- 1986 – The Mission
- 1986 – Bläckfisken 2 (TV-serie)
- 1987 – De omutbara
- 1987 – Bläckfisken 3 (TV-serie)
- 1988 – Cinema Paradiso
- 1988 – Frantic
- 1989 – Uppgörelsen
- 1989 – Bind mig, älska mig!
- 1989 – I skuggan av en hemlighet
- 1989 – Bläckfisken 4 (TV-serie)
- 1990 – Hamlet
- 1990 – State of Grace
- 1990 – Alla mår bra
- 1990 – Bläckfisken 5 (TV-serie)
- 1991 – Bugsy
- 1992 – Glädjens stad
- 1992 – Bläckfisken 6 (TV-serie)
- 1993 – I skottlinjen
- 1994 – Wolf
- 1994 – Skamgrepp
- 1994 – A Simple Formality
- 1994 – Love Affair
- 1994 – Genesis: Skapelsen och Floden (TV-film)
- 1995 – Stjärnornas man
- 1995 – Bläckfisken 7 (TV-serie)
- 1996 – Stendhals syndrom
- 1997 – U-Turn
- 1997 – Lolita
- 1997 – Bläckfisken 8 (TV-serie)
- 1998 – Pianisten
- 1998 – Bulworth
- 1998 – Il fantasma dell'opera
- 1998 – Bläckfisken 9 (TV-serie)
- 2000 – Malèna
- 2000 – Mission to Mars
- 2000 – Vatel
- 2001 – Bläckfisken 10 (TV-serie)
- 2002 – Ripley's Game
- 2005 – Mannen utan öde
- 2006 – Dold identitet
- 2009 – Baarìa
- 2013 – The Best Offer
- 2015 – The Hateful Eight